# Dragiša Binić
Dragiša Binić, född 20 oktober 1961 i Golubovac i Jugoslavien (nuvarande Serbien), är en serbisk före detta fotbollsspelare med landslagsmeriter.